# Amblyomma supinoi
Amblyomma supinoi es una especie de garrapata dura del género Amblyomma, subfamilia Amblyomminae. Fue descrita científicamente por Neumann en 1905.
Se distribuye por Vietnam. Habita principalmente en tortugas, aunque también se han reportado casos en varánidos, mangostas y histrícidos.